# Shorea dispar
Espèce
Statut de conservation UICN

 CR A3cd : 
En danger critique
Shorea dispar est une espèce de plantes du genre Shorea de la famille des Dipterocarpaceae.